# Aramoana
Aramoana est un village côtier néo-zélandais, à 27 km au nord de la ville de Dunedin.
Aramoana signifie en maori « sentier vers la mer ».

## Géographie
Le village se situe sur un cordon littoral fait d'une dune à l'entrée du havre d'Otago, en face de la péninsule d'Otago. Le chenal principal du port est abrité par une digue artificielle qui s'étend sur 1 200 m. Au départ, il devait aller jusqu'à 600 m dans l'océan. Cependant, en raison des marées et de l'instabilité de la construction, on chercha à l'agrandir pour le rendre plus massif.
Au sud-ouest du village, se trouvent de grandes vasières salées allant du cordon entourant le village jusqu'à la commune de Te Ngaru. Cette zone est protégée, elle abrite une grande variété de plantes et d'animaux exotiques et indigènes.
De l'autre côté du cordon, il y a une plage tronquée par la digue. La plage et les dunes de sable à l'est sont connues sous le nom de Shelly Beach. La plage à l'ouest, Big Beach, s'étend sur plus de deux` kilomètres. Tout au long, des rochers escarpés descendent à la ligne de flottaison.

## Histoire
Le village est fondé dans les années 1880 comme un port dans le havre d'Otago. Il grandit avec des fermes. Dans les années 1950, il devient une station balnéaire d'autant plus appréciée par la construction de la digue pour rendre plus accessible Port Chalmers.
Opposition à l'usine métallurgique
Dans les années 1970, Aramoana est proposé comme site pour recevoir une grande fonderie d'aluminium du consortium australien CSR Limited (en), filiale d'Alusuisse. Une fonderie est déjà ouverte à Tiwai Point.
Aussitôt, un mouvement d'opposition à l'usine est créé. Pour maintenir l'attention et marquer la différence avec le gouvernement néo-zélandais, il proclame l'État indépendant d'Aramoana.
Massacre d'Aramoana
Aramoana reçoit une attention des médias du monde entier pour une tuerie de masse le 13 et 14 novembre 1990. David Gray, un habitant, chômeur et collectionneur d'armes, tue treize personnes avant d'être abattu par la police.
Un monument rappelle cette épreuve. En 2006, le réalisateur Robert Sarkies (en) tourne un film inspiré des faits, Out of the Blue (en), avec l'acteur Karl Urban.

## Source de traduction
- (en) Cet article est partiellement ou en totalité issu de l’article de Wikipédia en anglais intitulé « Aramoana » (voir la liste des auteurs).